# Gymnadenia sect. Nigritella
Nigritella (Rich.) O.Gerbaud & P.Quentin, 2005 è una sezione del genere Gymnadenia, appartenente alla famiglia delle Orchidacee. Nel recente passato questo gruppo di piccole erbacee perenni dalla tipica infiorescenza sub-conica veniva considerato un genere indipendente.

## Etimologia
Il nome Nigritella deriva dal latino e si riferisce al colore scuro dei fiori della specie tipo (Nigritella nigra, sinonimo di Gymnadenia nigra). In dialetto nei comuni dell'Agordino è conosciuta come "dèi".
La modifica tassonomica (da genere a sezione di Gymnadenia) è apparsa nella pubblicazione "Les Orchidées de France, Belgique et Luxembourg. Edition 2" nel 2005 ad opera dei botanici contemporanei O.Gerbaud e P.Quentin.

## Descrizione

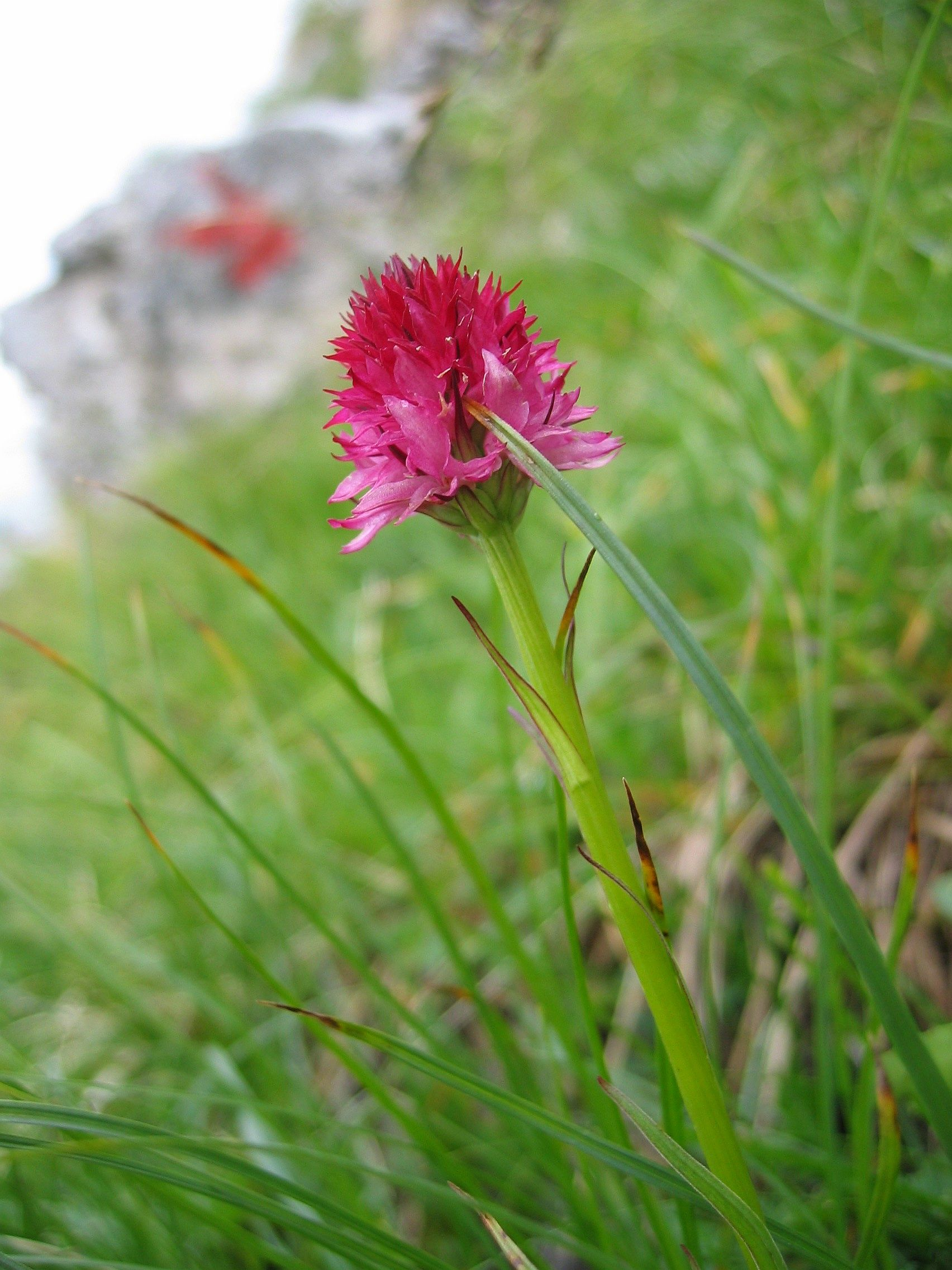
Il portamento (N. rubra subsp. widderi, sinonimo di Gymnadenia widderi)

I dati morfologici si riferiscono soprattutto alle specie europee e in particolare a quelle spontanee italiane.
 
Sono piante erbacee non molto alte (massimo 30 cm). La forma biologica prevalente è geofita bulbosa (G bulb), ossia sono piante perenni che portano le gemme in posizione sotterranea. Durante la stagione avversa non presentano organi aerei e le gemme si trovano in organi sotterranei chiamati bulbi o tuberi, strutture di riserva che annualmente producono nuovi fusti, foglie e fiori. Sono orchidee terrestri in quanto contrariamente ad altre specie, non sono “epifite”, ossia non vivono a spese di altri vegetali di maggiori proporzioni.

### Radici
Le radici sono di tipo fascicolato e secondarie da bulbo, e sono posizionate nella parte superiore dei bulbi.

### Fusto
- Parte ipogea: la parte sotterranea del fusto è composta da alcuni piccoli bulbi ovoidali a forma digitato-lobata le cui funzioni sono quelle di alimentare la pianta, ma anche di raccolta dei materiali nutritizi di riserva.
- Parte epigea: la parte aerea del fusto è breve, semplice ed eretta. La superficie è striata e la sezione del fusto è angolosa.

### Foglie
- Foglie basali: sono poche (massimo una quindicina) e sono sviluppate normalmente a forma lineare-graminiforme.
- Foglie cauline: sono progressivamente ridotte a delle squame patenti simili a brattee.

### Infiorescenza

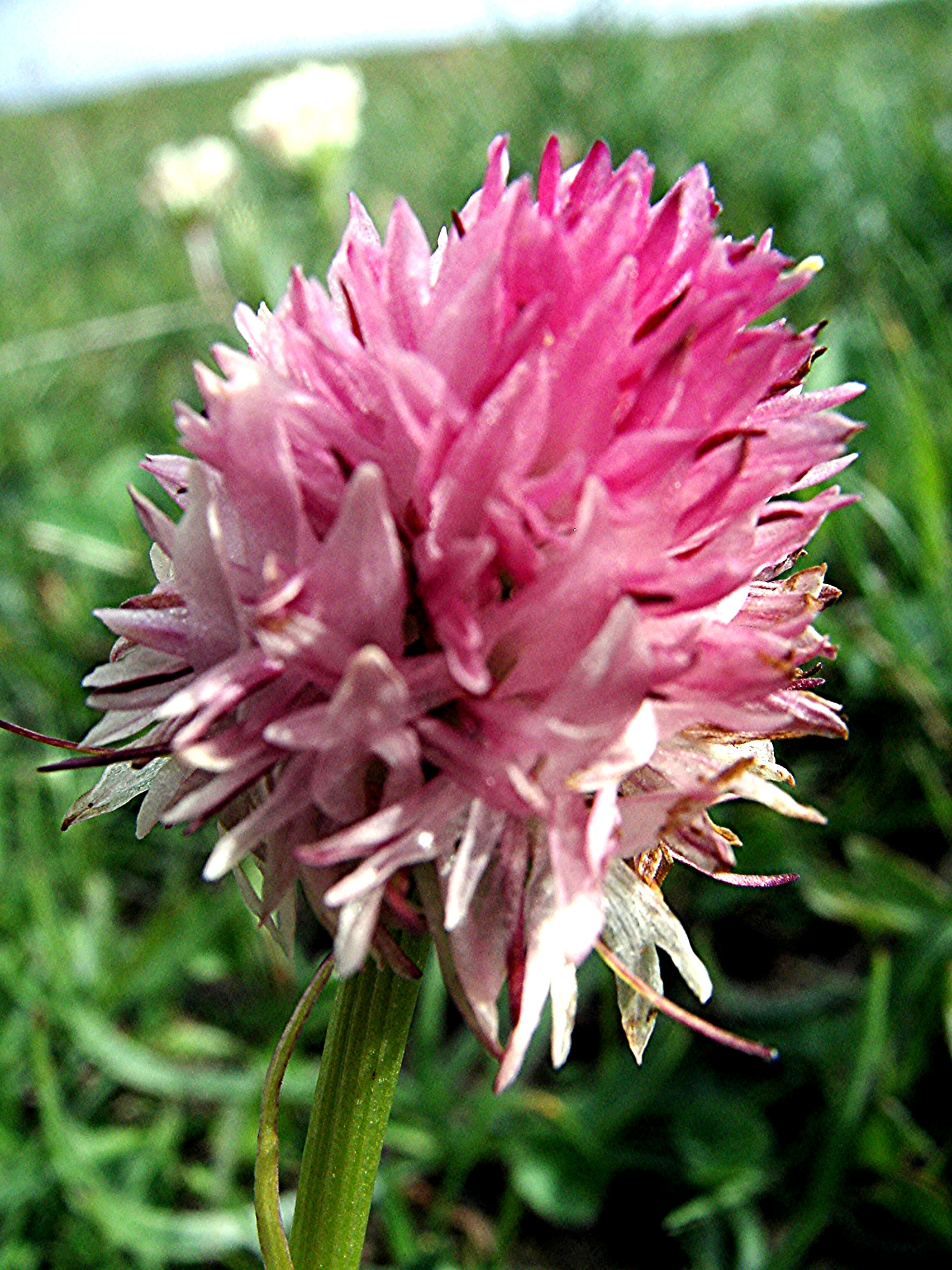
Infiorescenza (N. corneliana, sinonimo di Gymnadenia corneliana)

L'infiorescenza è una breve spiga terminale con una forma intermedia tra globosa e piramidale (o anche una forma di tipo ovoidale) con molti piccoli fiori appressati e non contorti sull'asse (il labello si trova nella posizione originaria superiore). I fiori si trovano alle ascelle di brattee lunghe più o meno come i fiori stessi. Le brattee possono essere verdognole o arrossate. La spiga è lunga 1 – 3 cm.

### Fiore

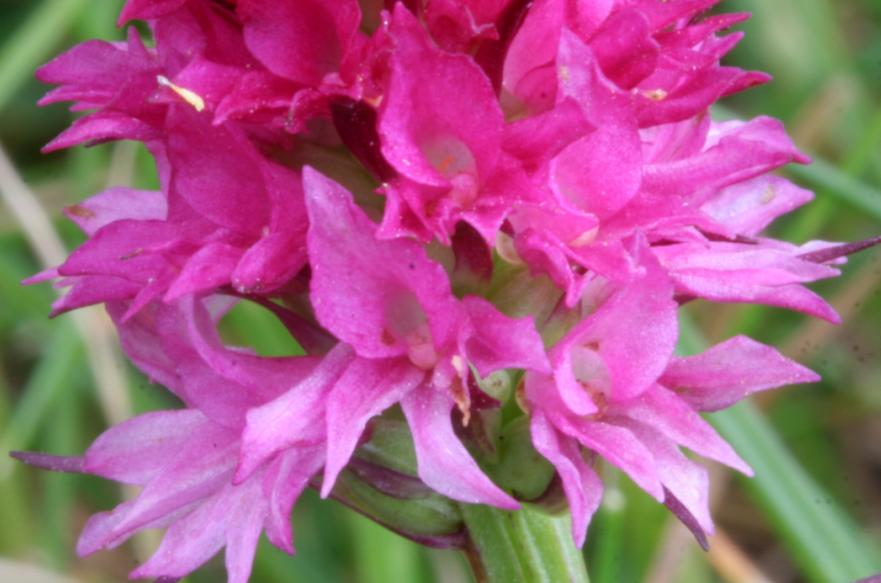
I fiori (N. rubra, sinonimo di Gymnadenia miniata)

I fiori sono ermafroditi ed irregolarmente zigomorfi, pentaciclici (perigonio a 2 verticilli di tepali, 2 verticilli di stami (di cui uno solo fertile – essendo l'altro atrofizzato), 1 verticillo dello stilo). Il colore dei fiori varia a seconda della specie dal rosa tenue (quasi biancastro) al rosso cupo, violaceo scuro, sovente quasi nero. Altra caratteristica unica è un delicato profumo che ricorda molto il cioccolato alla vaniglia (sono tra le orchidee più profumate del territorio italiano).

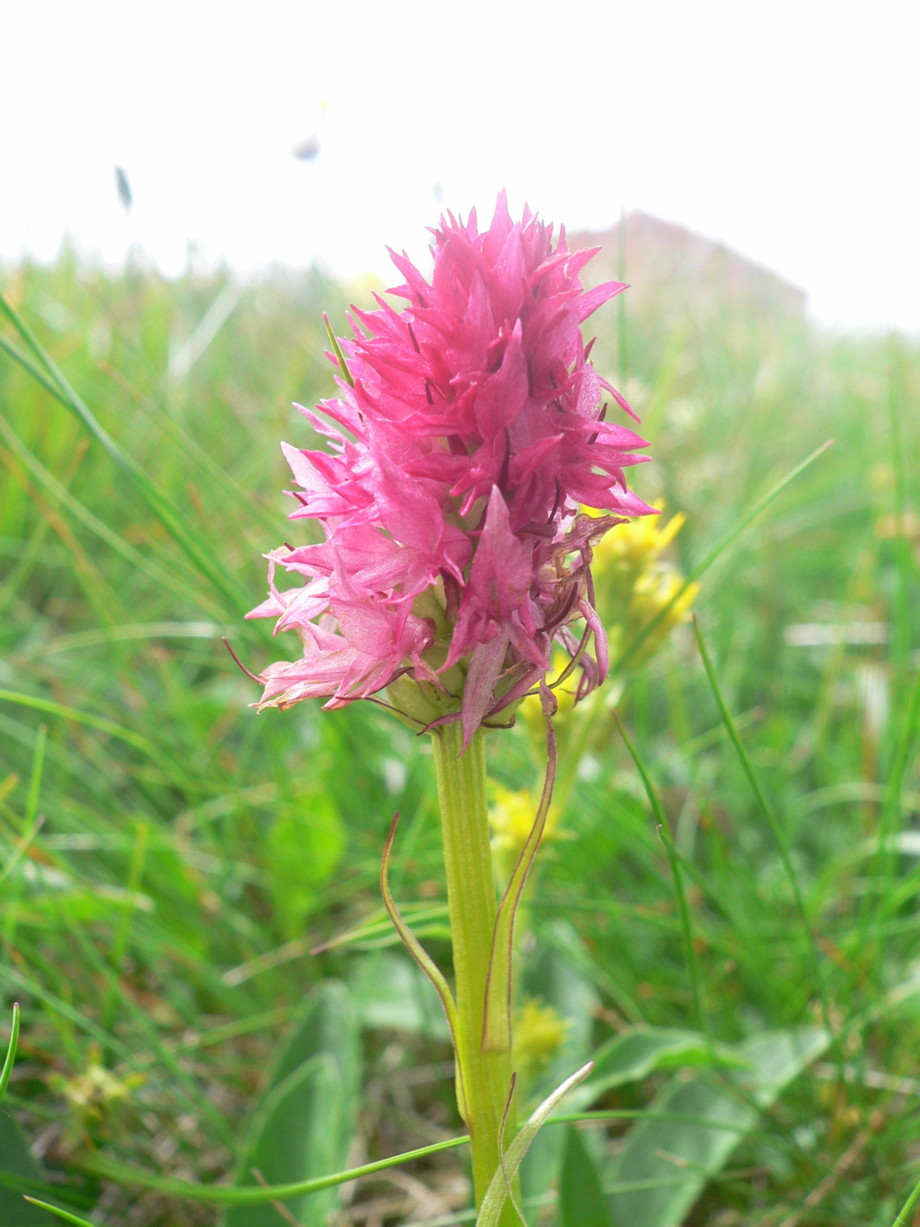
Nigritella

- Formula fiorale: per le piante di questa famiglia viene indicata la seguente formula fiorale:

X, P 5+1 (derivato da 3+3), [A (1 o 2), G (3 infero)], capsula.

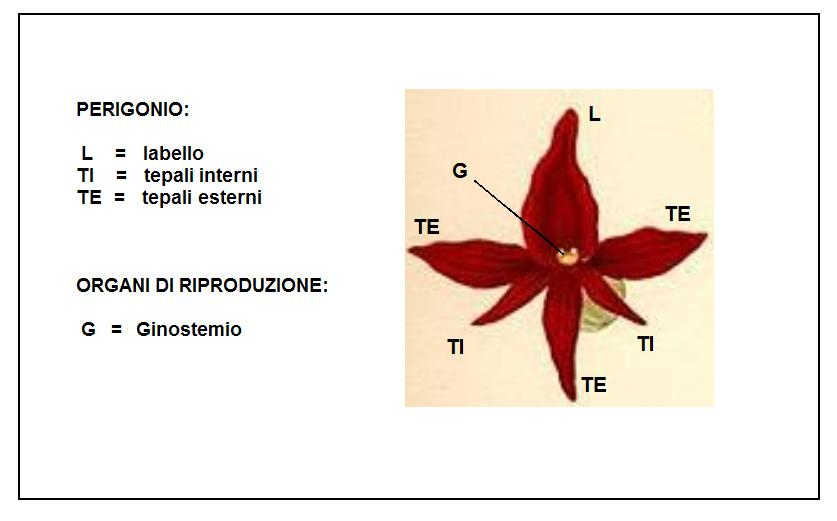
Descrizione del perigonio

- Perigonio: il perigonio è composto da 2 verticilli con 3 tepali (o segmenti) ciascuno (3 interni e 3 esterni). Tutti i segmenti sono molto simili tra di loro (a parte il labello) ed hanno una forma lanceolata con apice acuto. La disposizione di questi segmenti è patente.
- Labello: il labello è intero e semplice (non diviso in due parti). Rispetto ad altre orchidee è abbastanza simile agli altri tepali, ma solamente un po' più grande, allargato alla base; in alcune specie i margini basali sono rialzati quasi congiunti (si presenta quindi con delle fauci tubuliformi). Sul retro è presente un piccolo sperone.
- Ginostemio: lo stame con le rispettive antere (in realtà si tratta di una sola antera fertile biloculare – a due logge) è concresciuto (o adnato) con lo stilo e lo stigma e forma una specie di organo colonnare chiamato "ginostemio"[5]. In questo genere quest'organo è molto corto. Il polline è conglutinato in pollinii (o masse polliniche). Le masse polliniche sono collegate al retinacolo tramite una caudicola. Il retinacolo consiste in una ghiandola vischiosa sporgente e nuda (privo di borsicola). L'ovario, sessile in posizione infera è formato da tre carpelli fusi insieme[3], e non è contorto.
- Fioritura: fine primavera inizio estate.

### Frutti
Il frutto è una capsula. Al suo interno sono contenuti numerosi minutissimi semi piatti. Questi semi sono privi di endosperma e gli embrioni contenuti in essi sono poco differenziati in quanto formati da poche cellule. Queste piante vivono in stretta simbiosi con micorrize endotrofiche, questo significa che i semi possono svilupparsi solamente dopo essere infettati dalle spore di funghi micorrizici (infestazione di ife fungine). Questo meccanismo è necessario in quanto i semi da soli hanno poche sostanze di riserva per una germinazione in proprio.

## Biologia
La riproduzione di queste piante (a seconda delle specie) può avvenire in tre modi: 
- per via sessuata grazie all'impollinazione degli insetti pronubi; il labello di queste orchidee non è molto vistoso (come in altre orchidee) in quanto non ha una funzione attrattiva primaria per gli insetti impollinatori. Questi sono tipicamente delle farfalle che sono attratte di più dall'insieme dell'infiorescenza e dai suoi profumi. Inoltre il labello essendo specializzato per le farfalle non è resupinato (ruotato di 180°) per facilitare l'accesso al nettario contenuto nello sperone ad altri insetti con proboscide più grande[7]; la germinazione dei semi è comunque condizionata dalla presenza di funghi specifici (i semi sono privi di albume – vedi sopra). La disseminazione è di tipo anemocora. Possono essere frequenti anche fenomeni di apogamia.
- per via vegetativa in quanto uno dei bulbi possiede la funzione vegetativa per cui può emettere gemme avventizie capaci di generare nuovi individui.
- per apomissia cioè con produzione di semi fertili senza necessità di fecondazione[8].

## Distribuzione e habitat
La distribuzione di queste orchidee è fondamentalmente europea. L'habitat che prediligono sono i pascoli alpini e le praterie rase alpine e subalpine anche a fondo sassoso con substrato calcareo e bassi valori nutrizionali del terreno. Da un punto di vista fitosociologico frequentano le comunità vegetali del Nardetum, del Seslerietum, del Semperviretum e del Festucetum. Vivono in prevalenza nelle Alpi e negli Appennini (più raramente) a quote oscillanti tra i 1000-1300 e i 2500-2700 m s.l.m. di altitudine.

Tutte le “nigritelle” spontanee della flora italiana vivono sull'arco alpino. La tabella seguente mette in evidenza alcuni dati relativi all'habitat, al substrato e alla diffusione di questi fiori relativamente allo specifico areale alpino.
| Specie | Comunità vegetali | Piani vegetazionali | Substrato | pH     | Livello trofico | H2O   | Ambiente | Zona alpina          |
| --- | ----------------- | ------------------- | --------- | ------ | --------------- | ----- | -------- | -------------------- |
| Gymnadenia corneliana (Nigritella corneliana) | 10                | subalpino           | Ca        | basico | basso           | medio | F5 I1    | CN                   |
| Gymnadenia austriaca (Nigritella nigra subsp. austriaca) | 10                | subalpino alpino    | Ca        | basico | basso           | medio | F5       | BL TN BZ             |
| Gymnadenia rhellicani (N. nigra subsp. rhellicani) | 10                | subalpino alpino    | Ca-Si     | neutro | basso           | secco | F5 G1 I1 | tutto l'arco alpino  |
| Gymnadenia miniata (Nigritella rubra) | 10                | subalpino alpino    | Ca        | basico | basso           | medio | F3 F5    | CO SO BG TN BZ BL UD |
| Gymnadenia buschmanniae (Nigritella rubra subsp. buschmanniae) | 10                | alpino              | Ca        | basico | basso           | secco | F5       | TN                   |
| Gymnadenia widderi (Nigritella rubra subsp. widderi) | 10                | subalpino alpino    | Ca        | basico | basso           | secco | F3       | BZ                   |
| Legenda e note alla tabella. Per il “substrato” con “Ca/Si” si intendono rocce di carattere intermedio (calcari silicei e simili); vengono prese in considerazione solo le zone alpine del territorio italiano (sono indicate le sigle delle province). Comunità vegetali: 10 = comunità delle praterie rase dei piani subalpino e alpino con dominanza di emicriptofite Ambienti: F3 = prati e pascoli mesofili e igrofili F5 = praterie rase subalpine e alpine G1 = lande e popolamenti a lavanda I1 = boschi di conifere |                   |                     |           |        |                 |       |          |                      |

## Tassonomia
Le Orchidaceae sono una delle famiglie più vaste della divisione tassonomica delle Angiosperme; comprende 788 generi e più di 18 500 specie. Il sottogenere Nigritella non è molto numeroso e comprende solamente alcune piccole orchidee terricole, a distribuzione prevalentemente Eurasiatica.
Il Sistema Cronquist assegna la famiglia delle Orchidaceae all'ordine Orchidales mentre la moderna classificazione APG la colloca nel nuovo ordine delle Asparagales. Sempre in base alla classificazione APG sono cambiati anche i livelli superiori (vedi tabella iniziale).
La posizione tassonomica di questo sottogenere è in via di definizione in quanto alcuni botanici lo considerano indipendente (con il nome di Nigritella), mentre altri riuniscono le sue specie al genere affine Gymnadenia (sezione Nigritellae (Rich.) O.Gerbaud & Quentin, essendo l'altra sezione Gymnadeniae). Le incertezze sono dovute alle differenze morfologiche tra i due generi considerate fondamentali da alcuni botanici o di poca importanza da altri, ma anche ad alcune analisi filogenetiche a favore della fusione dei due generi, che però non sono state convalidate da ulteriori ricerche.
Anche in passato questo genere ha avuto diverse collocazioni. Il primo botanico a interessarsi delle piante di questo genere è stato il biologo svedese Linneo (1707 – 1778) che le ha sistemate nel genere Satyrium; quindi sono state assegnate al genere Orchis dal medico e naturalista italiano Giovanni Antonio Scopoli (1723 – 1788), ma anche al genere Habenaria dal botanico scozzese Robert Brown (1773 – 1858). L'attuale denominazione è stata definita dal botanico francese Louis-Claude Marie Richard (1754 – 1821) nel 1817.
Il numero cromosomico delle specie di questo genere varia da 2n = 40 a 2n = 80. Quindi alcune “nigritelle” sono tetraploidi con conseguente aumento della possibilità di generarsi nuove varietà.

### Variabilità
Questo è un genere morfologicamente instabile e le diverse denominazione che ha finora ha avuto ne sono una prova. La variabilità si manifesta soprattutto nei colori e nella forma dell'infiorescenza, ma anche in alcune caratteristiche più profonde (il numero cromosomico o il tipo di riproduzione). La capacità di ibridazione è alta anche con altri generi e questo aumenta ancor di più le difficoltà di classificazione.

#### Specie spontanee italiane
Per meglio comprendere ed individuare le varie specie del sottogenere (solamente per le specie spontanee della nostra flora) l'elenco che segue utilizza in parte il sistema delle chiavi analitiche (in alcuni casi la denominazione scientifica è relativa solamente all'ex. genere).
- L'infiorescenza ha la forma ovato-conica ed è lunga 1-2,5 cm; i tepali laterali interni sono larghi la metà di quelli esterni;

- il perigonio ha una colorazione atropurpurea (rosso scuro quasi nero); i bordi delle brattee fiorali sono dentellati.

- Gymnadenia rhellicani (Nigritella nigra subsp. rhellicani) - Nigritella comune;

- Nigritella nigra subsp. rhellicani var. flava Jaccard: con fiori di colore giallo:
- Nigritella nigra subsp. rhellicani var. pallida R.Keller: con fiori bianchi orlati di rosa:
- Nigritella nigra subsp. rhellicani var. robusta P.Delforge: con fusto più grosso (sino a 1 cm di diametro) e infiorescenza molto densa (sino a 150 fiori);
- Nigritella nigra subsp. rhellicani var. subcarnea A.Camus: con fiori di colore arancio;

- il perigonio ha una colorazione porporina più chiara; i bordi delle brattee fiorali sono lisci;

- Gymnadenia austriaca (Nigritella nigra subsp. austriaca) - Nigritella austriaca;

- l'infiorescenza ha la forma ovato-cilindrica ed è lunga 2-3 cm; i tepali laterali interni sono larghi come quelli esterni;

- il fusto si presenta con molte foglie (da 10 a 18); il perigonio ha un colore rosato, quasi biancastro;

- Gymnadenia corneliana (Nigritella corneliana) - Nigritella di Cornelia Rudio;

- Nigritella corneliana var. bourneriasii (E.Breiner & R.Breiner) E.Klein: ha un portamento più robusto;
- Nigritella corneliana var. vesubiana (G.Keller) G.Foelsche & W.Foelsche: i fiori sono ancora più biancastri;

- il fusto si presenta con poche foglie (da 4 a 10); il perigonio ha un colore rosso rubino chiaro;

- Gymnadenia miniata (Nigritella rubra) - Nigritella rossa;

- Gymnadenia buschmanniae (Nigritella rubra subsp. buschmanniae) - Nigritella di Adolfine Buschmann: ha una struttura più robusta, mentre le brattee dell'infiorescenza presentano dei margini biancastri e denticolati;
- Gymnadenia widderi (Nigritella rubra subsp. widderi) - Nigritella di Widder: ha un colore più chiaro dei fiori e il labello è allargato nella parte basale;

Altre due specie sono state individuate nelle Alpi, ma non sono riconosciute dalla maggioranza dei botanici:
- Nigritella cenisia G.Foelsche & al. (1998) – Nigritella del Moncenisio: è più grande e robusta delle altre specie; il colore è rosso rubino scuro; è stata rilevata nelle province di Cuneo e Aosta (oltre che sui corrispondenti versanti francesi). Viene considerata un sinonimo della N. nigra subsp. rhellicani (Teppner & E.Klein) H.Baumann, Künkele & R.Lorenz e quindi un sinonimo di Gymnadenia rhellicani (Teppner & E.Klein) Teppner & E.Klein.[16]
- Nigritella dolomitensis (Teppner & E.Klein) Hedrén, E.Klein & Teppner (2000) – Nigritella delle Dolomiti: è mediamente più piccola delle altre specie (massima altezza 12 cm); la parte inferiore dei fiori è quasi giallastra; è stata rilevata nella provincia autonoma di Bolzano. Viene considerata un sinonimo della N. rubra (Wettst) K.Richt. Attualmente la sinonimia è con la specie Gymnadenia dolomitensis Teppner & E.Klein.[17]

#### Altre specie
Fuori dall'Italia (ma in Europa) sono presenti le seguenti altre specie (questa lista è riconosciuta valida dalla World Checklist dei Kew Gardens, ma nell'ambito del genere Gymnadenia):
- Gymnadenia archiducis-joannis (Teppner & E.Klein) Teppner & E.Klein (Nigritella archiducis-joannis Teppner & E.Klein (1985))
- Gymnadenia carpatica (Zapal.) Teppner & E.Klein (Nigritella carpatica (Zapal.) Teppner, E.Klein & Zag. (1994))
- Gymnadenia gabasiana (Teppner & E.Klein) Teppner & E.Klein (Nigritella gabasiana Teppner & E.Klein (1993) )
- Gymnadenia lithopolitanica (Ravnik) Teppner & E.Klein (Nigritella lithopolitanica Ravnik (1978) )
- Gymnadenia runei (Teppner & E.Klein) Ericsson (Nigritella runei (Teppner & E.Klein) Kreutz (2004) )
- Gymnadenia stiriaca (Rech.) Teppner & E.Klein (Nigritella stiriaca (Rech.) Teppner & E.Klein (1985))

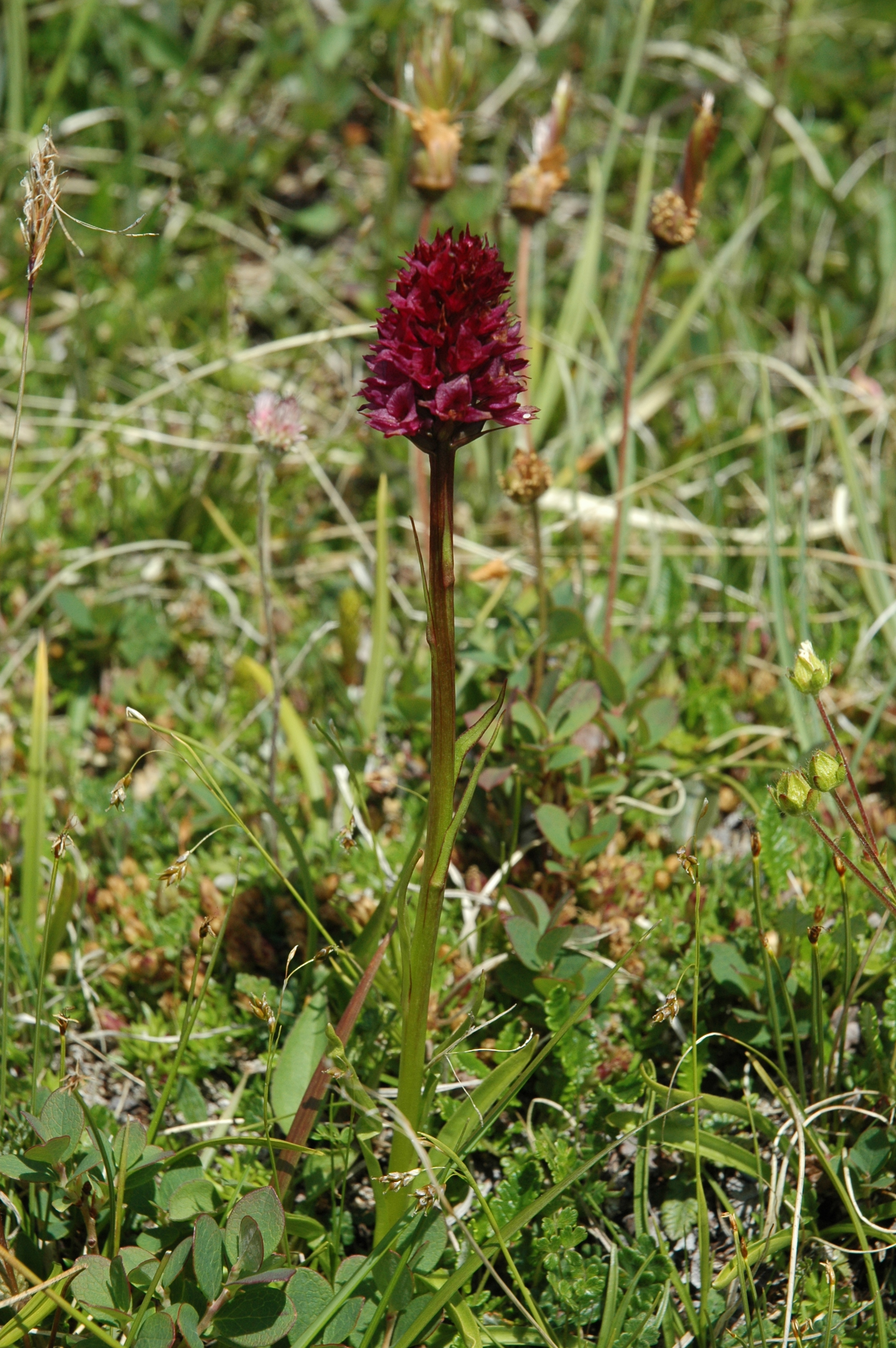
Gymnadenia runei (N. runei)
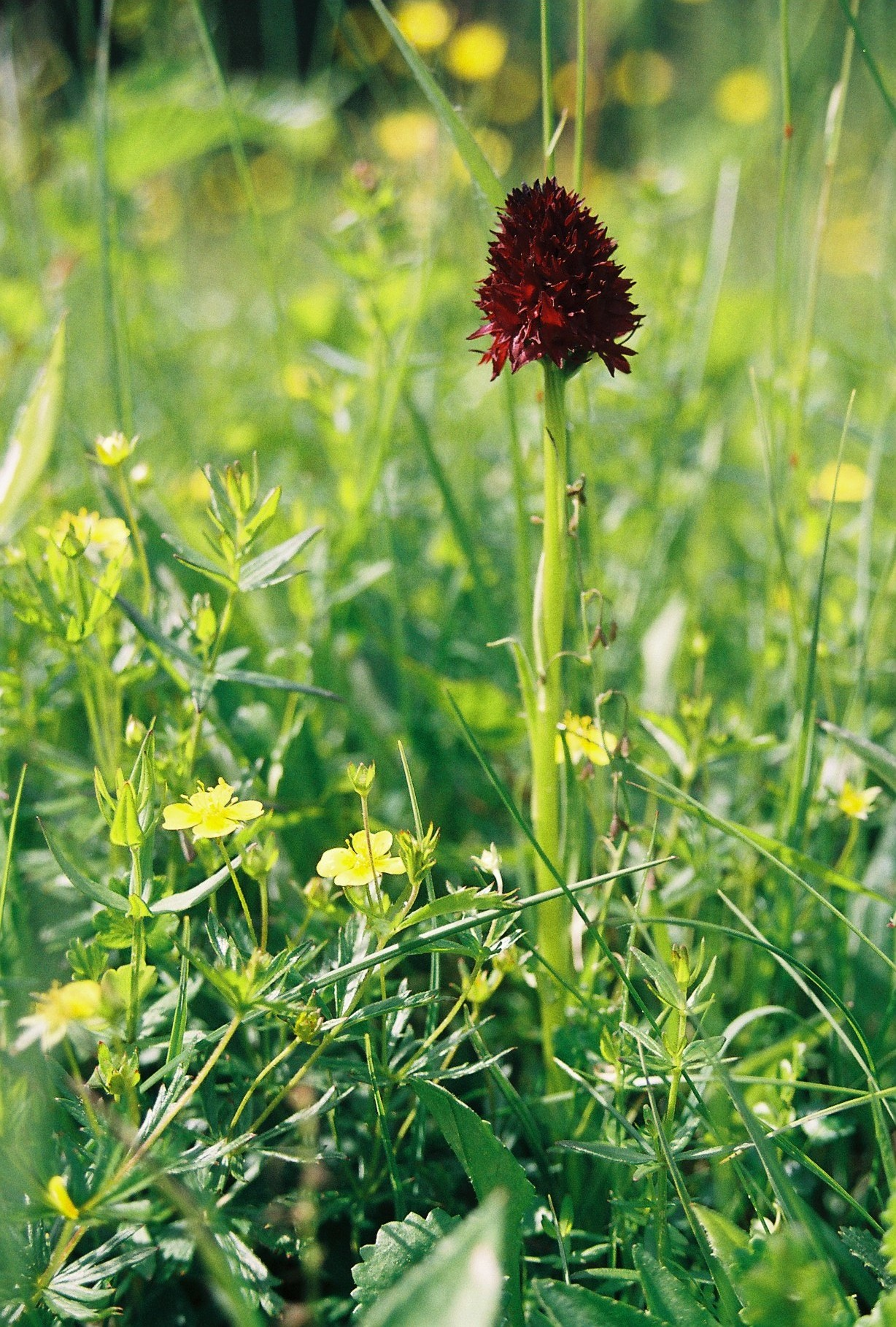
Gymnadenia nigra (N. nigra subsp. nigra)

### Ibridi
L'ibridazione intergenerica è spesso frequente con il genere Gymnadenia. In questo caso il labello degli ibridi diventa leggermente trilobo (è intero nel sottogenere Nigritella, mentre è decisamente trilobo nel genere Gymnadenia) e diretto in avanti obliquamente; l'infiorescenza è più allungata (una via intermedia tra i due generi: in Gymnadenia può arrivare oltre i 25 cm).
Altri generi di ibridazione possono essere: Pseudorchis e Orchis. 

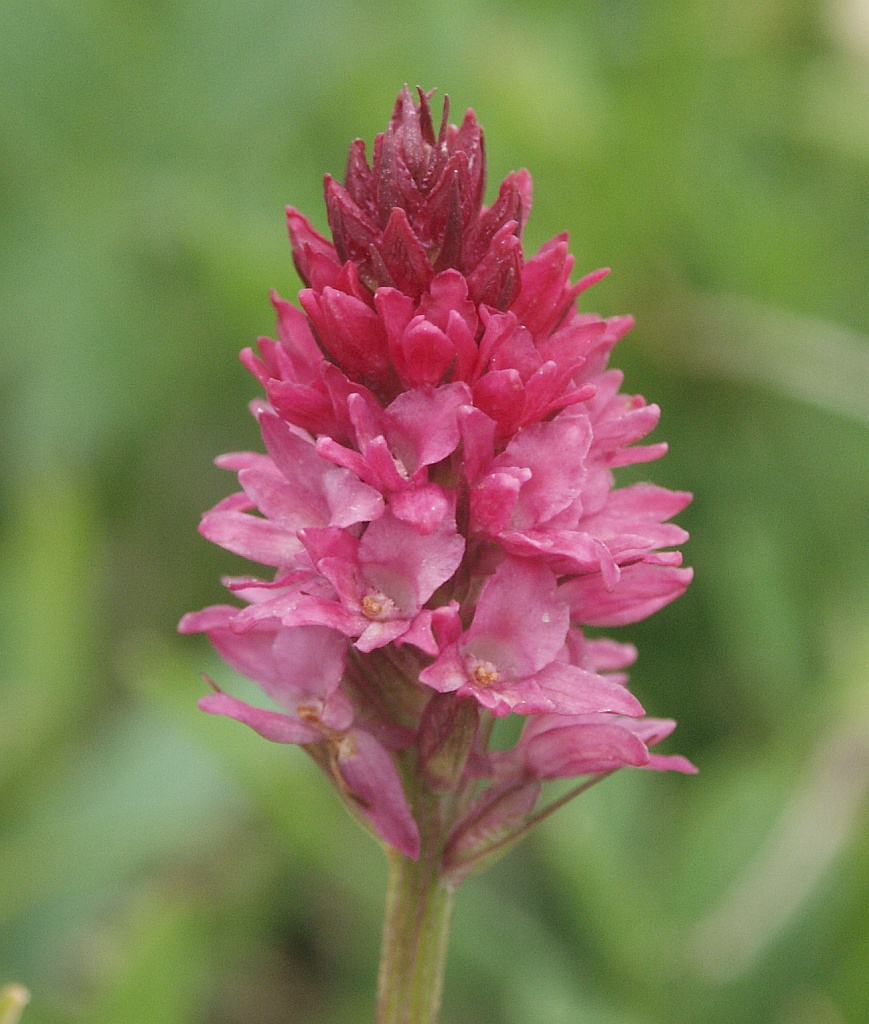
Gymnigritella_suaveolens. Ibrido: G. conopsea × G. rhellicani (Nigritella rhellicani)
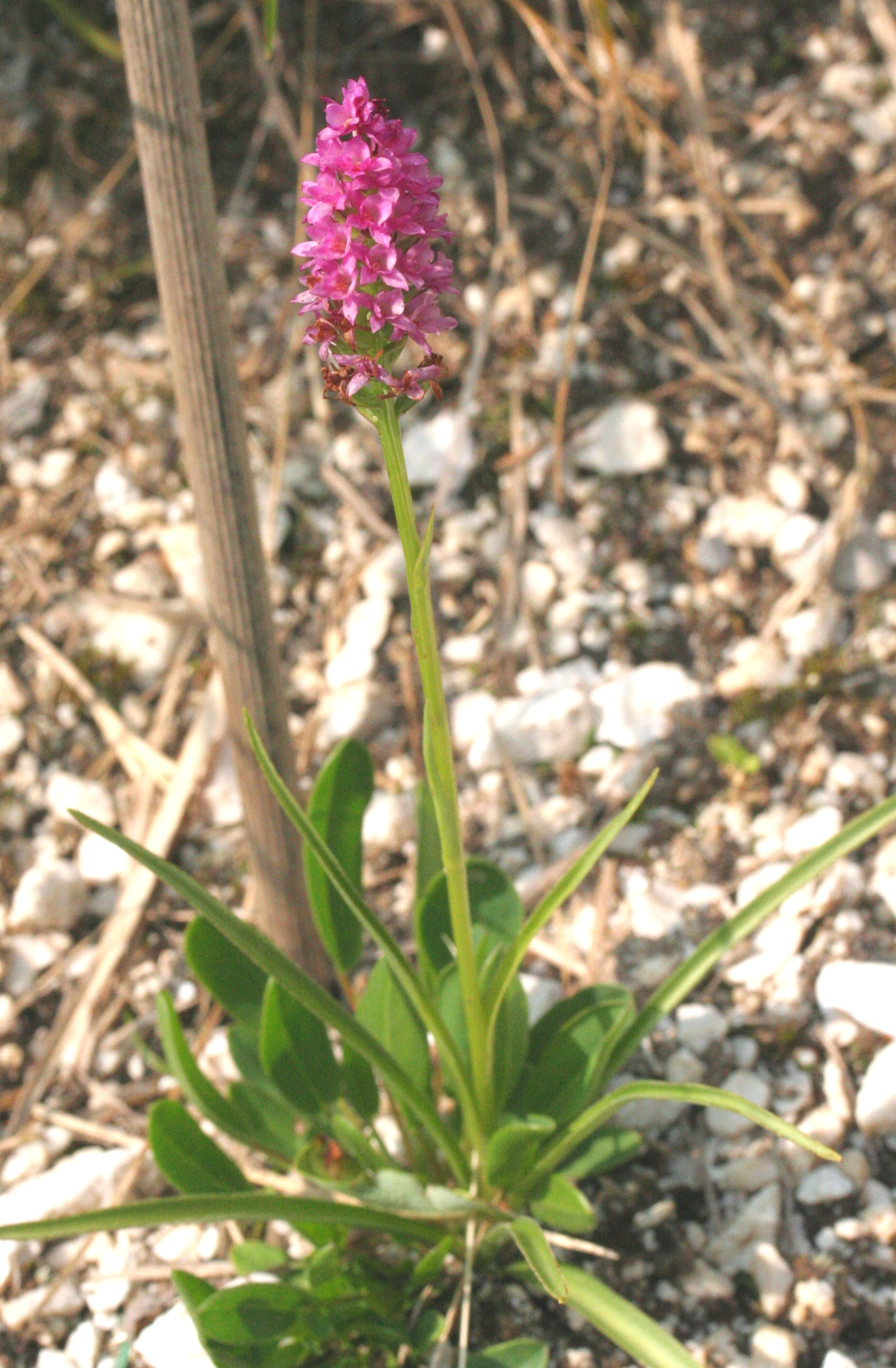
Gymnigritella heufleri. Ibrido: G. odoratissima × G. rhellicani (Nigritella rhellicani)

### Sinonimi
L'ex. genere Nigritella ha avuto nel tempo diverse nomenclature. L'elenco che segue indica alcuni tra i sinonimi più frequenti:
- Satyrium L.
- Habenaria R.Brown
- Gymnadenia R.Br. (1813)

### Generi simili
Le specie del genere Gymnadenia (escluse quelle del sottogenere Nigritella) sono quelle che più si avvicinano a quelle di questa voce (vedi “Sistematica”), differisce comunque per le seguenti caratteristiche:
- le foglie sono al massimo una decina e la forma è più lanceolata;
- l'infiorescenza è molto più lunga (25 cm contro i 2-3 cm della Nigritella); anche la forma dell'infiorescenza è diversa: più cilindrica;
- i tepali sono ottusi e formano una specie di casco a protezione degli organi riproduttori (ginostemio);
- il labello è resupinato (ovario contorto) e quindi si trova verso il basso; inoltre è trilobato e ha uno sperone lungo (da 5 a 20 mm).

## Usi

### Giardinaggio
L'unico interesse per queste orchidee è nel giardinaggio rustico o alpino. Hanno bisogno di una terra un po' sabbiosa, in posizioni soleggiate ma fresche, al riparo della pioggia battente.

## Altre notizie
In tutte le aree della penisola italiana è un genere protetto, quindi ne è vietata la raccolta.